# Liste des maires d'Olivet (Loiret)
Cet article dresse une liste par ordre de mandat des maires d'Olivet.

## Liste des maires
| Période        | Période    | Identité                    | Étiquette    | Qualité |
| -------------- | ---------- | --------------------------- | ------------ | --- |
| 1790           |            | André Cribier               |              | Marchand de vin |
| 1790           |            | Jean-Pierre Cosson          |              | Vigneron |
| 1792           |            | Jacques Lepage              |              | Vigneron |
| 1795           |            | M. Langlois                 |              | Médecin |
| 1800           |            | Altin Gautry                |              | |
| 1800           |            | M. Benardeau-Fouquiau       |              | Marchand de vin |
| 1807           |            | Hector Patas d'Illiers      |              | |
| 1815           |            | Pierre Cribier-Varanne      |              | |
| 1815           |            | Hector Patas d'Illiers      |              | |
| 1815           |            | M. Davout                   |              | |
| 1827           |            | Jacque de Mainville         |              | Manufacturier |
| 1830           |            | Laurent Emery Mesmin-Thomas |              | Conseiller d'arrondissement |
| 1835           |            | Jacque de Mainville         |              | Manufacturier |
| 1848           |            | M. Goibeau                  |              | |
| 1852           |            | Ernest Patas d'Illiers      |              | |
| 1871           |            | Lucien Didier               |              | |
| 1881           |            | Émile Fousset               |              | |
| 1883           |            | Rodolphe Richard            |              | |
| 1889           |            | Isidore Foucard             |              | |
| 1896           | 1919       | Albert Barbier              |              | Horticulteur |
| 1919           | 1923       | Émile François Franck       |              | |
| 1923           | 1929       | Gustave Guillaume-Pellé     |              | |
| 1929           | 1939       | Paul Genain                 |              | Industriel |
| 1939           | 1941       | Albert Ricois               |              | |
| 1941           | 1944       | Paul Genain                 |              | Industriel |
| 1944           | 1947       | Roger Crozat                | DVG          | Médecin, conseiller général |
| 1948           | 1965       | Joseph Maury                |              | Industriel |
| 1965           | 1983       | Louis Sallé                 | RPR          | Député |
| 1983           | 2001       | Monique Faller              | DVD          | Assistante sociale |
| 2001           | avril 2015 | Hugues Saury                | SE puis UMP  | Pharmacien Conseiller municipal (2015-) Conseiller général d'Olivet (2008-2015) Conseiller départemental d'Olivet (2015-) Sénateur |
| 16 avril 2015, | En cours   | Matthieu Schlesinger        | UMP puis DVD | Maître des requêtes au Conseil d'Etat                                                                                              |